# Blacknuss
Blacknuss est un album de Rahsaan Roland Kirk enregistré en 1971.

## Description
Blacknuss est l’occasion pour Kirk d’explorer les musiques afro-américaines actuelles en 1971, mais toujours avec une approche jazz. On a donc un album aux influences soul, funk et R&B avec des guitares électriques, de l’orgue hammond, de la basse électrique, des cuivres et même des nappes de cordes occasionnelles. Le choix des morceaux va donc dans ce sens avec des reprises de tubes l’époque comme Ain't No Sunshine, What's Goin’ On, Mercy Mercy Me (The Ecology), My Girl ou encore Never Can Say Goodbye,.

## Pistes
| No  | Titre                                        | Musique                                          | Durée |
| --- | -------------------------------------------- | ------------------------------------------------ | ----- |
| 1.  | Ain't No Sunshine                            | Bill Withers                                     | 2:26  |
| 2.  | What's Goin’ On/Mercy Mercy Me (The Ecology) | Renaldo Benson, Al Cleveland, Marvin Gaye        | 3:47  |
| 3.  | I Love You, Yes I Do                         | Chris Allen, Johnny Cameron, Rahsaan Roland Kirk | 2:49  |
| 4.  | Take Me Girl, I'm Ready                      | Johnny Bristol, Pam Sawyer, LaVerne Ware         | 3:18  |
| 5.  | My Girl                                      | Smokey Robinson, Ronald White                    | 3:06  |
| 6.  | Which Way Is It Going                        | Rahsaan Roland Kirk                              | 2:26  |
| 7.  | One Nation                                   | Princess Patience Burton                         | 3:41  |
| 8.  | Never Can Say Goodbye                        | Clifton Davis                                    | 4:02  |
| 9.  | Old Rugged Cross                             | George Bennard, Merle Haggard                    | 7:15  |
| 10. | Make It with You                             | David Gates                                      | 4:50  |
| 11. | Blacknuss                                    | Rahsaan Roland Kirk                              | 5:12  |

## Musiciens
- Rahsaan Roland Kirk – Saxophone ténor, Stritch, Manzello, flûte traversière, sifflet, gong, guitare
- Princess Patience Burton – Chœurs
- Billy Butler - Guitare
- Cornell Dupree - Guitare
- Dick Griffin - Trombone
- Cissy Houston – Chœurs
- Arthur Jenkins - Congas, Cabassa
- Richard Landrum - Congas
- Keith Loving - Guitare
- Charles McGhee - Trompette
- Khalil Mhrdi - Batterie
- Henry Pearson - Basse
- Bernard Purdie - Batterie
- Bill Salter - Basse
- Sonelius Smith - Piano
- Richard Tee - Piano
- Joe Habao Texidor - Percussions
- Mickey Tucker - Orgue